# Lista de astronautas (2020-presente)
- Vermelho mostra as fatalidades em voos espaciais.
- Verde mostra astronautas que não sejam norte-americanos, soviéticos, russos ou ex-integrantes da União Soviética.
- Nomes em fundo amarelo mostram astronautas atualmente no espaço.

| Lista de astronautas (2020-presente) | Lista de astronautas (2020-presente) | Lista de astronautas (2020-presente) | Lista de astronautas (2020-presente) | Lista de astronautas (2020-presente)         |
| ------------------------------------ | ------------------------------------ | ------------------------------------ | ------------------------------------ | -------------------------------------------- |
| Nome                                 | País                                 | Ano                                  | Nave                                 | Fato especial                                |
| Ivan Vagner                          | Rússia                               | 2020                                 | Soyuz MS-16 / ISS                    |                                              |
| Sergei Kud-Sverchkov                 | Rússia                               | 2020                                 | Soyuz MS-17 / ISS                    |                                              |
| Victor Glover                        | Estados Unidos                       | 2020                                 | SpaceX Crew-1 / ISS                  |                                              |
| Pyotr Dubrov                         | Rússia                               | 2021                                 | Soyuz MS-18 / ISS                    |                                              |
| Tang Hongbo                          | China                                | 2021                                 | Shenzhou 12 / Tiangong               |                                              |
| Hayley Arceneaux                     | Estados Unidos                       | 2021                                 | Inspiration4                         | Primeiro voo espacial totalmente particular. |
| Jared Isaacman                       | Estados Unidos                       | 2021                                 | Inspiration4                         | Primeiro voo espacial totalmente particular. |
| Sian Proctor                         | Estados Unidos                       | 2021                                 | Inspiration4                         | Primeiro voo espacial totalmente particular. |
| Christopher Sembroski                | Estados Unidos                       | 2021                                 | Inspiration4                         | Primeiro voo espacial totalmente particular. |
| Yulia Peresild                       | Rússia                               | 2021                                 | Soyuz MS-19 / ISS                    | Equipe do filme Vyzov.                       |
| Klim Shipenko                        | Rússia                               | 2021                                 | Soyuz MS-19 / ISS                    | Equipe do filme Vyzov.                       |
| Ye Guangfu                           | China                                | 2021                                 | Shenzhou 13 / Tiangong               |                                              |
| Fonte:                               |                                      |                                      |                                      |                                              |